# Paul Kleinewefers
Paul Kleinewefers (* 22. Januar 1905 in Krefeld; † 18. Dezember 2001) war ein deutscher Unternehmer, Mäzen und Schriftsteller in Krefeld.

## Leben
Kleinewefers studierte Maschinenbau an den Technischen Hochschulen Karlsruhe und Hannover. In Karlsruhe wurde er im Corps Frisia aktiv. Nach Abschluss des Studiums als Diplom-Ingenieur übernahm er 1929 die Leitung des Familienunternehmens Joh. Kleinewefers Söhne Maschinenfabrik in Krefeld als geschäftsführender Gesellschafter. Er gehörte dem Tat-Kreis an. Zum 1. August 1932 schloss er sich der NSDAP an (Mitgliedsnummer 1.270.475). Bei der Rede Hitlers vor dem Industrie-Club Düsseldorf war er unter den Anwesenden. Darüber schreibt er in seinen Erinnerungen:

„Für mich, der ich den ganzen Saal vor mir hatte, war es ungeheuer interessant zu sehen, wie die zunächst mit maskenhaften Gesichtern dasitzenden Menschen, die führenden Männer der deutschen Industrie, durch Hitlers Rede von Viertelstunde zu Viertelstunde verändert wurden. Nur ganz wenige haben ihre zurückhaltende Art bis zum Schluß behalten. Die große Mehrheit wurde immer mehr fasziniert, ging immer stärker mit. Immer häufiger gab es Beifall. Am Schluß der Rede, die fast zwei Stunden dauerte und in der sich Hitler völlig verausgabte, gab es ungehemmten Dauerbeifall.“

Während des Zweiten Weltkriegs beschäftigte auch sein Unternehmen Zwangsarbeiter.
Nach dem Zweiten Weltkrieg widmete sich Kleinewefers dem Wiederaufbau seines Unternehmens, dieses setzte 1991 etwa 500 Mio. DM um und hatte rund 2.000 Mitarbeiter.
Nach seinem Rückzug aus dem Unternehmen gründete er 1989 die Adalbert-Stiftung, die zunächst seinen Namen trug. Er war Ehrensenator der Universität Karlsruhe und Träger der Diesel-Medaille in Gold. Er war Mitglied der Akademischen Fliegergruppe Karlsruhe.
Kleinewefers verfasste zwei Bücher über die Zeit der Weimarer Republik und über die Zukunft eines wiedervereinigten Europas.
Im Jahre 1961 erwarb Kleinewefers den Heydevelthof und modernisierte ihn.
Er hatte mit seiner Frau Eva (1909–1979) zusammen fünf Kinder, darunter Jan Kleinewefers, ehemaliger Präsident des VDMA, der das Unternehmen weiterführte.

## Schriften
- 100 Jahre Kleinewefers 1862–1962. Auf neuen Wegen. Wiesbaden 1962.
- Die Zeit war einfach reif. In: Guido Knopp, Bernd Wiegmann: Warum habt ihr Hitler nicht verhindert? Fragen an Mächtige und Ohnmächtige. Fischer, Frankfurt a. M. 1983, ISBN 359623476X.
- Jahrgang 1905. Ein Bericht zur Zeit- und Wirtschaftslage. Seewald, Erste Auflage, Stuttgart, 1977. Vierte Auflage, 1984, ISBN 978-3512004834.
- zusammen mit Bernard Willms: Erneuerung aus der Mitte. Prag, Wien, Berlin. Diesseits von Ost und West. Verlag Busse + Seewald, Herford 1988, ISBN 978-3512008252.